# Czomba Sándor
Czomba Sándor (Vásárosnamény, 1963. augusztus 14. –) magyar mérnök, politikus, 2015-ig a foglalkoztatáspolitikáért felelős államtitkár a Nemzetgazdasági Minisztériumban.

## Pályafutása

### Tanulmányai
1963. augusztus 14-én született Czomba Sándor (1934–2020) és Szűcs Erzsébet (1941– ) gyermekeként. Bár Vásárosnaményban született, gyermekkora kezdetétől Nagyvarsányban nőtt fel, mivel itt élt a családja. Általános iskolai tanulmányait is itt végezte. 1981-ben érettségizett a mátészalkai Gépészeti Szakközépiskolában. 1986-ban Miskolcon diplomát szerzett a Nehézipari Műszaki Egyetemen, mint okleveles gépészmérnök. 1996-ban az egri Eszterházy Károly Tanárképző Főiskolán mérnöktanári diplomát szerzett. A Budapesti Műszaki és Gazdaságtudományi Egyetemen közlekedési műszaki szakértőként végzett, ugyanitt tudományos fokozatot szerzett 2008-ban. Angolul felsőfokú szinten, németül alapfokon beszél.

### Szakmai pályafutása
Pályáját 1987-ben a Ferromasch Tiszaszalkai Gyáregységben kezdte, mint fejlesztőmérnök. 1988-tól 1993-ig a vásárosnaményi Ipari és Vendéglátóipari Szakképző Iskolában mérnöktanárként, majd 1993-tól 1999-ig műszaki igazgatóhelyettesként dolgozott. 1999-től 2006-ig a Szabolcs-Szatmár-Bereg Megyei Munkaügyi Központ Vásárosnaményi Kirendeltség kirendeltségvezetője volt.

## Közéleti megbízatásai
1998-tól 2000-ig Vásárosnaményban önkormányzati képviselő, a pénzügyi bizottság elnöke volt. 1998-tól 2002-ig a Szabolcs-Szatmár-Bereg Megyei Közgyűlés oktatási bizottságának tagja volt. 2006-tól Szabolcs-Szatmár-Bereg megye 8. számú országgyűlési egyéni választókerületének képviselője. A 2010. évi országgyűlési választásokon szintén a Szabolcs-Szatmár-Bereg megyei 8. számú egyéni választókerületben szerzett mandátumot.
2010-től 2015-ig a Nemzetgazdasági Minisztérium foglalkoztatáspolitikáért felelős államtitkára volt.

## Családja
Elvált, jelenleg élettársi kapcsolatban él. Gyermekei: Gábor (1986) gyógyszerész (Svédországban él), Gergely (1990) adminisztrátor és Kitti (1998). A család Vásárosnaményban él. Szabadidejét sportolással (8 éves koráig cselgáncsozott) és zenéléssel (hobbi szinten gitározik), illetve a családjával tölti legszívesebben. Édesapja, id. Czomba Sándor Kisvarsányból származik, édesanyja, Szűcs Erzsébet nagyvarsányi születésű; Nagyvarsányban élnek.